# Brawhm Pass
Brawhm Pass är ett bergspass i Antarktis. Det ligger i Östantarktis. Nya Zeeland gör anspråk på området. Brawhm Pass ligger 1 843 meter över havet.
Terrängen runt Brawhm Pass är varierad. Trakten är obefolkad. Det finns inga samhällen i närheten. 